# Francesco Ciceri (vescovo)
Francesco Ciceri (Villalbese, 19 luglio 1848 – Pavia, 2 giugno 1924) è stato un vescovo cattolico italiano.

## Biografia
Nacque a Villalbese, in provincia di Como e arcidiocesi di Milano, il 19 luglio 1848.

### Formazione e ministero sacerdotale
Frequentò il percorso di studi in preparazione al sacerdozio presso i seminari arcivescovili di Milano.
Il 17 dicembre 1870 fu ordinato presbitero, per l'arcidiocesi ambrosiana, dall'arcivescovo di Milano Luigi Nazari di Calabiana.
Dopo l'ordinazione fu destinato come insegnante di discipline letterarie nel seminario di Seveso, dove conobbe il collega Agostino Gaetano Riboldi che, una volta nominato vescovo di Pavia nel 1877, lo volle con sé come segretario e collaboratore. Nella diocesi pavese divenne docente nel seminario vescovile, assistente del Circolo universitario "Severino Boezio", canonico della cattedrale e, dall'ottobre 1899, vicario generale.

### Ministero episcopale
Il 15 aprile 1901 papa Leone XIII lo nominò vescovo di Pavia; succedette ad Agostino Gaetano Riboldi, nominato arcivescovo metropolita di Ravenna. Il 25 agosto seguente ricevette l'ordinazione episcopale, nella cattedrale di Pavia, dal cardinale Agostino Gaetano Riboldi, co-consacranti l'arcivescovo Felix-Marie de Neckere e il vescovo Francesco Magani.
Nel corso del suo episcopato indisse quattro sinodi diocesani, nel 1906, nel 1909, nel 1912 e nel 1922; completò poi sei visite pastorali e iniziò la settima.
Nel 1913 fu amministratore apostolico di Lodi, nel periodo tra la morte del vescovo Giovanni Battista Rota e l'ingresso in diocesi del successore Pietro Zanolini.
Morì a Pavia, all'età di 75 anni, il 2 giugno 1924. Dopo le esequie, celebrate nella cattedrale di Pavia, fu sepolto nello stesso edificio.

## Genealogia episcopale e successione apostolica
La genealogia episcopale è:
- Cardinale Scipione Rebiba
- Cardinale Giulio Antonio Santori
- Cardinale Girolamo Bernerio, O.P.
- Arcivescovo Galeazzo Sanvitale
- Cardinale Ludovico Ludovisi
- Cardinale Luigi Caetani
- Cardinale Ulderico Carpegna
- Cardinale Paluzzo Paluzzi Altieri degli Albertoni
- Papa Benedetto XIII
- Papa Benedetto XIV
- Papa Clemente XIII
- Cardinale Marcantonio Colonna
- Cardinale Giacinto Sigismondo Gerdil, B.
- Cardinale Giulio Maria della Somaglia
- Cardinale Carlo Odescalchi, S.I.
- Cardinale Costantino Patrizi Naro
- Cardinale Lucido Maria Parocchi
- Cardinale Agostino Gaetano Riboldi
- Vescovo Francesco Ciceri

La successione apostolica è:
- Arcivescovo Giovanni Cazzani (1904)
- Patriarca Antonio Anastasio Rossi (1910)
- Vescovo Ferdinando Rodolfi (1911)